# Hasselbach (Lohrbach)
Der Hasselbach ist ein rechter Zufluss des Lohrbaches im Landkreis Aschaffenburg im bayerischen Spessart.

## Geographie

### Verlauf

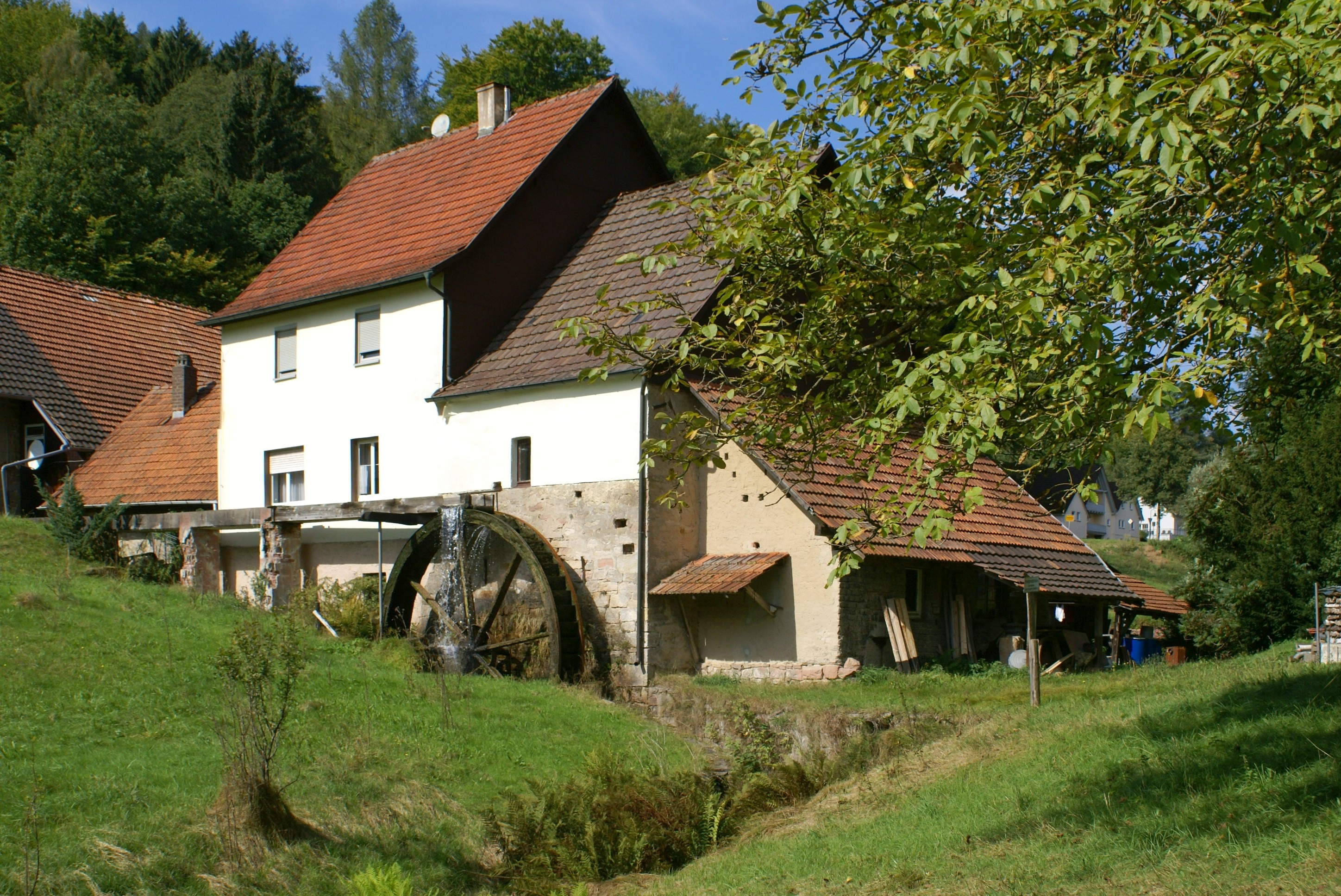
Jakobsthaler Mühle

Der Hasselbach entspringt in Jakobsthal. Dort betreibt er das noch intakte oberschlächtige Mühlrad der Jakobsthaler Mühle, die auch Fleckenstein-Mühle genannt wird. Der Hasselbach verläuft nach Südosten und mündet nordwestlich von Heigenbrücken in den Lohrbach.

### Flusssystem Lohr
- Liste der Fließgewässer im Flusssystem Lohr

## Geschichte

### Mühlen
- Jakobsthaler Mühle (Fleckenstein-Mühle)

Siehe hierzu auch die Liste von Mühlen im Kahlgrund.